# 森幹太
森 幹太（、1924年1月19日 - 2000年11月15日）は、日本の俳優。本名は鈴木 威。
秋田県由利郡下浜村（現 秋田市）出身。秋田鉱山専門学校卒業。劇団文化座、東京俳優生活協同組合を経て、中里事務所に所属していた。

## 経歴
専門学校卒業後、帝国石油に入社。
戦後、静岡天然ガスを経て、1948年に文化座研究所に入る。1949年9月劇団文化座の俳優として入団。1951年4月から6年間、新協劇団の中堅俳優として活躍。1963年、文化座を退団し、鈴木瑞穂と共に劇団銅鑼を旗揚げして代表となる。
テレビでは主に、時代劇でのヤクザの親分役や刑事ドラマでの暴力団組長役を中心に、悪役として活動した。特に『太陽にほえろ!』では設定上存在する複数の暴力団の組長役を掛け持ちで演じていた。

## 出演歴

### テレビドラマ
- 第7の男 第1話「切り札の7(セブン)」（1964年、CX / 東北新社）
- 木下恵介劇場→木下恵介アワー（TBS）
  - 喜びも悲しみも幾歳月（1965年、松竹テレビ）
  - 3人家族（1968 - 1969年、松竹） - 須藤兼一
  - わが子は他人（1974年）
- ウルトラマン 第10話「謎の恐竜基地」（1966年、TBS / 円谷プロ） - 中村博士[4]、二階堂教授の声
- 三匹の侍 第4シリーズ（CX）
  - 第12話「悪銭」（1966年） - 岡崎左門
  - 第22話「流転逆手斬り」（1967年） - 永井嘉兵衛
- 挑戦者 続・ある勇気の記録 第36話「追いつめられて」（1967年、NET / 東映）
- 怪奇大作戦 第3話「白い顔」（1968年、TBS / 円谷プロ） - 水上幸一郎
- 銭形平次（CX / 東映）
  - 第38話「夜釣りの客」（1967年）
  - 第207話「裏切りの刃」（1970年） - 佐吉
  - 第556話「居酒屋」（1977年） - 山吹屋
  - 第751話「魚河岸の暴れん坊」（1981年） - 房州屋
- 遠山の金さん捕物帳（NET / 東映）
  - 第69話「牢に散る男」（1971年） - 渋江
  - 第91話「シャモを愛した女」（1972年） - 下村新兵衛
  - 第122話「禁じられた恋の女」（1972年） - 川口玄蕃
  - 第154話「熊さんを泣かせた女」（1973年）
  - 第169話「お光に正体を明かした男」（1973年）
- 快傑ライオン丸 第28話「悪の剣士タイガージョー」第29話「影三つ、怪人ドクロンガ」（1972年、CX / ピープロ） - 和尚
- 鬼平犯科帳 第2シリーズ 第22話「殺しの掟」（1972年、NET / 東宝） - 聖天の吉五郎
- 伝七捕物帳 （NTV）
  - 第2話「鬼娘の涙」（1973年） - 阿波屋
  - 第35話「下町慕情・匂い袋」、第36話「謎のむらさき房」（1974年） - 添島兵之進
  - 第52話「十手に生きる父子唄」（1974年） - 岩国屋
  - 第85話「恋の飛脚は東海道」（1975年） - 為吉
  - 第90話「恩情しがらみ節」（1975年）- 勘五郎
  - 第103話「花の錦の三姉妹」（1976年） - 奥田浅之進
  - 第105話「鳥追い無情」（1976年）- 伊勢屋
  - 第122話「男一匹 かわら版」（1976年） - 宗助
  - 第126話「江戸に入った賞金稼ぎ」（1977年） - 備前屋
  - 第144話「男一匹度胸が御座る」（1977年） - 長崎屋
  - 第146話「炎に泣いた父子鳥」（1977年） - 時造
- 土曜日の女シリーズ / 女子高校生殺人事件（1974年） - 野村刑事
- 科学捜査官 第25話「狂った季節」（1974年、KTV / 俳優座） - 高谷社長
- 鉄人タイガーセブン 第14話「燃える命のろくろ地獄」（1974年、CX / ピープロ） - 青木博士
- 大江戸捜査網（12ch→TX / 三船プロ）
  - 第147話「過去を秘めた謎の女」（1974年） - 大和屋徳蔵
  - 第182話「隠密同心・胡蝶炎の彼方に」（1975年） - 秋吉備中守主計
  - 第278話「影なき殺人者の謎」（1977年） - 秋間主計
  - 第318話「おんな拳法仇討ち絵巻」（1977年） - 立花左近
  - 第327話「身代り親娘 涙の絶唱」（1978年） - 久保寺十内
  - 第348話「赤児暗殺 泣き笑い騒動」（1978年） - 森川大膳
  - 第355話「錠前破り 男の挽歌」（1978年） - 猿の宗助
  - 第368話「高利貸し百一文の陰謀」（1978年） - 検校・桜山
  - 第384話「大爆破を招く恐怖の大凧」（1979年） - 白川兵庫
  - 第425話「女忍者 涙の姉弟愛」（1980年） - 風魔幻舟
  - 第436話「そこつ長屋に春が来た」（1980年） - 叶屋
  - 第459話「夫婦飛脚の子守唄」（1980年） - 坂西主膳
  - 第467話「二人の夫をもつ花嫁」（1980年） - 秋枝外記
  - 第491話「銃口に立ち向かう男」（1981年） - 黒木忠次
  - 第528話「易者は殺しの暗号」（1982年） - 奏者番の武士
  - 第563話「さらば友よ 傷だらけの挽歌」（1982年） - 仙石大炊頭
  - 第596話「夫婦崩壊! 女が酒に溺れる時」（1983年） - 検校・永井
  - 第617話「二万両が舞う 十蔵花嫁騒動」（1983年） - 細田隼人正
  - 新 大江戸捜査網 第11話「暴走娘 涙の五千両」（1984年） - 関川軍兵衛
  - 平成版 第2シリーズ 第13話「無情の町 有情の町」（1992年） - 近江屋重兵衛
- 土曜ドラマ / 松本清張シリーズ・愛の断層（1975年、NHK） - 谷川
- 影同心II 第12話「尼寺（秘）女形狂乱」（1975年、MBS / 東映） - 但馬屋
- 俺たちの勲章 第14話「雨に消えた・・…」（1975年、NTV / 東宝） - 捜査第一係長
- 遠山の金さん （NET→ANB/東映）
  - 第1シリーズ 第49話「独楽が廻れば鬼が泣く」（1976年）-  辻番請負元締 勘五郎
  - 第2シリーズ 
    - 第15話「嘘つき小僧が飛んできた」（1979年） - 大黒屋
    - 第23話「炎の罠から消えた女」（1979年） - 六兵衛
- 江戸を斬る（TBS / C.A.L）
  - 江戸を斬るII 第23話「人情恋裁き」（1976年） - 風花の吾平
  - 江戸を斬るIII 第12話「殴られた水戸烈公」（1977年） - 半右衛門
  - 江戸を斬るIV 第26話「お江戸の空は日本晴れ」（1979年） - 上総屋藤兵ヱ
  - 江戸を斬るV 第15話「唐人形浮世絵地獄」（1980年） - 木戸矢八右衛門
  - 江戸を斬るVI 第2話「死体が消えた藪の中」（1981年） - 儀兵衛
  - 江戸を斬るVII 第9話「幼い脅迫者」（1981年） - 源五郎
  - 江戸を斬るVIII 第14話「女を狙う吸血剣」（1994年） - 赤石屋
- 太陽にほえろ!（NTV / 東宝）
  - 第225話「疑惑」（1976年） - 及川光雄
  - 第281話「わかれ道」（1977年） - 武藤常務
  - 第387話「雨の中の女」（1979年） - ゴルフ場の目撃者
  - 第400話「スコッチ・イン・沖縄」（1980年） - 伊東刑事課長（山田署）
  - 第449話「ドック刑事 雪山に舞う」、第450話「ドック刑事 雪山に斗う」（1981年） - 響（響組組長）
  - 第476話「ラガー刑事登場!」（1981年） - 梶田（梶田組組長）
  - 第525話「石塚刑事殉職」（1982年） - 戸川（戸川組組長）
  - 第539話「襲撃」（1983年） - 銀竜会組長
  - 第596話「戦士よ翔べ!」（1984年） - 佐伯（竜神会組長）
  - 第638話「危険なふたり」（1985年） - 竜神会組長
  - 第658話「ラガーよ、俺たちはおまえがなぜ死んだか知っている」（1985年） - 河西（竜神会組長）
  - 第691話「さらば! 山村刑事」（1986年） - 梶田（梶田組組長）
- 桃太郎侍（NTV / 東映）
  - 第26話「泥沼に咲いた紅い花」（1977年） - 望月伊織
  - 第46話「酔いどれ芸者の涙唄」（1977年） - 仙石外記
  - 第62話「孤児を食った鬼」（1977年） - 塚本刑部
  - 第85話「女金貸し鬼より怖い」（1978年） - 田島屋治兵ヱ
  - 第112話「紅い花散る地獄旅」（1978年）- 堀江左京
  - 第155話「べらんめえ姫君」（1979年） - 高力頼母
  - 第177話「花形太夫の座を奪え!」（1980年） - 板倉大膳
  - 第192話「みなし子峠」（1980年） - 堀内勘解由
  - 第219話「悪ガキ塾の桃太郎」（1980年） - 萬屋伝兵衛
  - 第242話「二つの影のある男」（1981年） - 遠州屋藤兵衛
  - 第252話「花の吉原学問修行」（1981年） - 木曽屋源左衛門
- 特捜最前線（ANB / 東映）
  - 第10話「母・その愛の標的」（1977年） - 根岸
  - 第123話「豪華フェリージャック・恐怖の20時間!」（1979年）
- ゴールデンドラマシリーズ / 砂の器（1977年、CX / 俳優座映画放送） - 蒲田署刑事
- 俺たちの朝 第47話「シドニーと燃える男とお先真ッ暗」（1977年11月6日、NTV / 東宝） - ヨット用品店長
- 達磨大助事件帳（ANB / 前進座 / 国際放映）
  - 第11回「友よ、さらば」（1977年） - 高野英次郎
  - 第17回「地獄の沙汰も銭」（1978年） - 高野英次郎
  - 第20回「蜆が食った鉄砲玉」（1978年） - 高野英次郎
  - 第29回「泣くな妹よ」（1978年） - 桝田屋善兵衛
- 若さま侍捕物帳（1978年、ANB / 前進座 / 国際放映） - 老中・木村
  - 第1話「命ごま参上!!」
  - 第11話「参上!! 恐怖の妖刀」
- 土曜ワイド劇場 / 怪奇!巨大蜘蛛の舘（1978年、ANB / 円谷プロ） -  大村武一
- 江戸の旋風シリーズ（CX / 東宝）
  - 同心部屋御用帳 江戸の旋風IV 第4話「かんざし同心」（1978年） - 角左衛門
  - 同心部屋御用帳 新・江戸の旋風 第14話「行け! 三十俵二人扶持」（1980年） - 坂庭主膳
  - 時代劇スペシャル / 同心部屋御用帳 江戸の旋風（1984年） - 南町奉行
- 連続テレビ小説（NHK）マー姉ちゃん（1979年） - 棟梁
- 暴れん坊将軍シリーズ（ANB / 東映）
  - 吉宗評判記 暴れん坊将軍
    - 第49話「生かす殺すは筆一本!」（1979年） - 武州屋八蔵
    - 第73話「富士の白雪に燃えた男」（1979年） - 戸田山城守
    - 第101話「八百万石を担ぐ男」（1980年） - 伊丹兵部少輔
    - 第144話「御命焼酎一升にて候」（1981年） - 相良内膳
    - 第167話「提灯侍一番勝負!」(1981年） - 相良備中守
    - 第179話「狸侍一番手柄!」（1981年） - 深江玄蕃
    - 第195話「磯の香りはおっかあの味」（1982年） - 西田屋七兵衛

  - 暴れん坊将軍II
    - 第16話「鬼が棲む浮世風呂」（1983年） - 立花屋松蔵
    - 第66話「纒に誓ったやせ我慢」（1984年） - 永野治左衛門
    - 第113話「古き女房に花束を!」（1985年） - 佐野屋徳兵衛
    - 第153話「あかりが欲しい！恋の辻占」（1986年） - 伊那屋
    - 第182話「燃える江戸城! 男たちの一番纏!」(スペシャル)（1987年） - 清州屋重兵衛

  - 暴れん坊将軍III
    - 第10話「逆転! 必死の王手飛車取り」（1988年） - 長崎屋吉兵衛
    - 第34話「男無用のつっぱり十手!」（1988年） - 高見屋十兵衛
    - 第46話「おイモを生んだ目安箱」（1988年） - 伊勢屋利兵衛
    - 第88話「いなせ新さん大奥を斬る!」（1989年） - 志摩屋角兵衛
    - 第107話「みちのく夫婦しぐれ」（1990年） - 丹波屋十造

  - 暴れん坊将軍IV
    - 第7話「もう一つの十手御用」（1991年） - 八金堂留吉
    - 第40話「いなせ新さん 渡世人修行!」（1992年） - 定五郎
    - 第57話「恋いちど! にごりえの女」（1992年） - 三国屋藤兵衛

  - 暴れん坊将軍V 第7話「哀れ、女の舟唄!」（1993年） - 大黒屋市兵衛
  - 暴れん坊将軍VI 第25話「怪奇! 天狗の花嫁」（1995年） - 万両屋銀蔵
- 水戸黄門（TBS / C.A.L）
  - 第9部 第23話「からくりお茶壺道中 -甲府-」（1979年1月8日） - 旧造　
  - 第10部 第5話「鬼庄屋は黄門様に瓜二つ -沼津-」（1979年9月10日） - 頓兵衛　
  - 第11部 第25話「胸に悲願の裏切り者 -佐倉-」（1981年2月2日） - 聖天辰五郎　
  - 第12部 第24話「白いお髯の大親分 -追分-」（1982年2月8日） - いかづち屋五郎兵衛　
  - 第14部
    - 第7話「無法裁いた孤独の十手 -花巻-」（1983年12月12日） - 松造　
    - 第26話「湯けむり格さん子守唄 -山中-」（1984年4月23日） - 鬼神の虎蔵　

  - 第15部（1985年） 
    - 第13話「娘が救った酔いどれ大工 -山口-」 - 源兵衛　
    - 第29話「宿場救った孤独の十手 -中津川-」 - 落合源太左衛門　

  - 第16部（1986年）
    - 第18話「悪が群がる隠し銀山 -大森-」 - 石見屋
    - 第36話「めざす敵は瓜二つ -白河-」 - 鳴海屋　

  - 第17部 第17話「黄門様のおしのび指南 -松山-」（1987年12月21日） - 双葉屋　
  - 第18部 第33話「天下を裁く御意見番 -江戸-」（1989年5月1日） - 備後屋
  - 第20部 第11話「陰謀渦巻く高松城 -高松-」（1991年1月21日） - 堺屋重兵衛　
  - 第21部 第4話「母恋し娘馬子唄 -米子-」（1992年4月27日） - 大口屋　
  - 第22部（1993年） 
    - 第4話「心の剣で悪を斬る -藤枝-」 - 駿州屋　
    - 第28話「響け正義の御陣乗太鼓 -輪島-」 - 仙波屋伝兵衛

  - 第23部
    - 第12話「兄の敵はお殿様 -山中-」（1994年10月24日） - 三島屋
    - 第24話「お銀に惚れた人形師 -福岡-」（1995年1月23日） - 稲葉屋　

  - 第24部 第9話「母を慕う馬子唄哀し -徳島-」（1995年11月13日） - 戸倉屋
- 大岡越前（TBS / C.A.L）
  - 第5部 第20話「酒に呑まれた男」（1978年6月19日） - 吉五郎　
  - 第10部 第21話「狙われた赤ん坊」（1988年7月18日） - 湊屋忠造　
  - 第11部（1990年）
    - 第13話「南蛮お化け屋敷の謎」 - 源造　
    - 第25話「渡る世間に鬼はない」 - 長崎屋　

  - 第12部
    - 第5話「瞼の父は盗っ人だった」（1991年11月11日） - 駿河屋多兵衛　
    - 第22話「命がけの婿入り志願」（1992年3月16日） - 大黒屋　

  - 第13部 第11話「情けに泣いたお役者小僧」（1993年1月25日） - 舞鶴屋
- 俺たちは天使だ! 第8話「運が良ければ相続人」（1979年、NTV） - カジノのボス
- 伝七捕物帳 第25話「鈴を振る女」（1979年、ANB）- うわばみの丑五郎（テレビ朝日版）
- そば屋梅吉捕物帳（12ch / 国際放映）
  - 第6話「大奥に潜む黒い影」（1979年） - 相州屋彦兵衛
  - 第26話「江戸で一番いい男」（1980年） - 清水
- 長七郎天下ご免! （ANB）
  - 第12話「起て!魚河岸の暴れん坊」（1980年） - 京極伊勢守
  - 第40話「情けで築いた江戸堤」（1980年） - 大木屋
  - 第67話「春雷!真っ赤な伏魔殿」（1981年） - 鳴海屋
  - 第102話「初春、裏町、恋かるた」（1982年） - 平戸屋彦兵衛
- 大捜査線 第15話「一枚の紙」（1980年、CX / ユニオン映画）
- 闇を斬れ 第13話「仇討ち恋泥棒」（1981年、KTV / 松竹） - 戸田淡路守
- 幻之介世直し帖 第6話「はやぶさ助けた鬼同心」（1981年、NTV / 国際放映） - 凑屋仙右衛門
- 柳生十兵衛あばれ旅 第10話「くノ一の赤い唇」（1982年、東映 / ANB） - 森龍斉
- ザ・ハングマンシリーズ（松竹芸能 / ABC）
  - ザ・ハングマンII 第25話「連続麻薬殺人 ポルノ女優を救え」（1982年） - 黒田（建設会社黒田組社長）
  - ザ・ハングマン6 第13話「少女連続殺人犯はロリコン先生!」（1987年） - 高沢代議士（民友党）
- 西部警察 PART-III（ANB / 石原プロ）
  - 第9話「白銀に消えた超合金X -福島・前編-」（1983年） - 警視庁幹部
  - 第38話「長さんと泥棒」（1984年） - 千草（東京地検検事）
  - 第51話「ターゲット・X! -鳩村、絶体絶命!-」（1984年） - 諸星昭光（暗殺訓練所ボス）
- 木曜ゴールデンドラマ / 夫を返して!（1983年、YTV / 東宝）
- 大奥 第49話「江戸城のおさな妻」・第50話「動乱に挑む女」（1984年、KTV / 東映） - 板倉勝静
- 遠山の金さん 第90話「哀愁の羽蝶蘭・消音銃の女!」（1984年、ANB / 東映） - 善兵衛
- 暴れ九庵 第8話「医者を治したおてんば娘」（1984年、KTV / 東宝） - 二丁屋十兵ヱ
- 長七郎江戸日記 （日本テレビ / ユニオン映画）
  - 第1シリーズ
    - 第12話「風流蛇女騒動記」（1984年） - 久蔵
    - 第75話「鬼がすむ屋敷」（1985年） - 泉屋五兵衛
    - 第91話「別れ道」（1986年） - 藤屋藤兵衛
    - 第63話「おふくろさんよ…」（1985年） - 佐藤旬斉

  - 第3シリーズ
    - 第25話「ふたりの女」（1991年） - 大枡屋
    - 第37話「鉄火芸者の心意気」（1991年） - 加賀屋庄兵衛
- 金曜女のドラマスペシャル / 山村美紗サスペンス・小野小町殺人事件（1986年、CX / 国際放映） - 根本吉太郎
- 鬼平犯科帳 第1シリーズ 第15話「泥鰌の和助始末」（1989年、CX） - 喜兵衛
- 名奉行 遠山の金さん（ANB / 東映）
  - 第2シリーズ 第24話「さらば金さん、打ち首獄門!?」（1989年） - 千成屋
  - 第3シリーズ 第12話「説教強盗の女」（1990年） - 丸屋
  - 第4シリーズ 第24話「百両の夢!殺しの美人くらべ」(1992年) - 早川小六
- 三匹が斬る!シリーズ（ANB / 東映）
  - また又・三匹が斬る! 第8話「寅の刻、お相手申す秘伝胡蝶流」（1991年） - 新田屋惣兵衛
  - 新・三匹が斬る! 第5話「牢破り、女一匹駄賃づけ」（1992年） - 竜海坊
- 将軍家光忍び旅II 第12話「信濃路慕情、男の意地が燃えるとき!」（1992年-1993年、ANB / 東映） -  石見屋甚左衛門

### 映画
- 山かげに生きる人たち（1961年）
- 悪党（1965年） - 桃井播磨守
- 東宝8.15シリーズ
  - 日本のいちばん長い日（1967年） - 高嶋少将　
  - 連合艦隊司令長官 山本五十六（1968年） - 第八方面軍加藤鑰平参謀長
  - 日本海大海戦（1969年） - 伊地知参謀長[6]
  - 激動の昭和史 軍閥（1970年） - 小山秘書官
  - 激動の昭和史 沖縄決戦（1971年） - 木村兵站参謀[6]
- 甦える大地（1971年）- 土屋勇作
- ゴジラシリーズ
  - ゴジラ対メガロ（1973年）- 防衛庁前線本部長[出典 2]
  - ゴジラ（1984年）- 大河内国土庁長官[出典 3]
- 戦争を知らない子供たち（1973年）- 警察署長
- 日本沈没（1973年）- 防衛庁長官[6]
- 小林多喜二（1974年）
- 爆発! 750cc族 （1976年）- 西原英彦

### 吹き替え
- 1967年 タイムトンネル
  - 第27話「魔術師マーリン」- マーリン（演：クリストファー・ケリー）
- 1968年 スパイ大作戦
  - 第2シーズン 第11話「黒の壊滅命令（前編）」- アル・モーガン（演：ポール・ランバート）
- 1969年 炎の人ゴッホ（NHK版）- フィンセント・ファン・ゴッホ（演：カーク・ダグラス）
- 1969年 弁護士ジャッド
  - 第1シーズン 第21話「虚栄の女」- ノーマン・グレッグ（演：チャールズ・エイドマン）
- 1973年 リオの男（テレビ朝日版）- ノルベール・カタラン教授（演：ジャン・セルヴェ）